# 大川尚士
大川 尚士（おおかわ ひさし、1941年 - ）は日本の化学者、九州大学名誉教授。
1991年、木田茂夫の後任として、九州大学理学部錯体化学講座教授に就任した。「多核金属錯体の合理的合成と特性に関する研究」で平成11年度（1999年度）日本化学会賞を受賞した。九州大学理学部長を務めた。

## 学歴
- 1965年 - 九州大学大学院理学研究科修士課程修了

## 職歴
- 1991年 - 九州大学教授
- 2000年 - 錯体化学会会長

## 研究分野
- 無機化学
- 錯体化学

## 著書
- 『集積型金属錯体の科学―物質機能の多様性を求めて』編集:大川尚士、伊藤翼（2003年、化学同人）
- 『磁性の化学』（2004年、朝倉書店）ISBN 978-4254146394